# Mielksjávrrie
Mielksjávrrie är en sjö i Arvidsjaurs kommun i Lappland och ingår i Åbyälvens huvudavrinningsområde. Sjön har en area på 0,208 kvadratkilometer och ligger 359 meter över havet.

## Delavrinningsområde
Mielksjávrrie ingår i det delavrinningsområde (729484-167077) som SMHI kallar för Inloppet i Trollträsket. Medelhöjden är 394 meter över havet och ytan är 22,93 kvadratkilometer. Räknas de 5 avrinningsområdena uppströms in blir den ackumulerade arean 152,6 kvadratkilometer. Avrinningsområdets utflöde Åbyälven mynnar i havet. Avrinningsområdet består mestadels av skog (79 procent) och sankmarker (16 procent). Avrinningsområdet har 0,66 kvadratkilometer vattenytor vilket ger det en sjöprocent på 2,9 procent.